# Cayo Fabio
Cayo o Gayo Fabio  fue un militar romano de la gens Fabia, quizás un Fabio Adriano, que sirvió como legado de Julio César durante la guerra de las Galias y la guerra civil de la República romana.

## Carrera pública
Fabio fue tribuno militar de las tropas que sirvieron en territorio de los mórinos en el año 54 a. C. Al año siguiente combatió a los menapios  y después fue uno de los legados en el sitio de Alesia. En el año 51 a. C. fue enviado a reforzar a Cayo Caninio Rébilo en la campaña contra los pictones. En el año 49 a. C., después del estallido de la guerra civil, combatió en la batalla de Ilerda. Después desapareció de los registros y probablemente murió durante la guerra.

## Identificación
Fabio fue probablemente miembro de los Fabios Adrianos, aunque su identificación es complicada, pues durante los años 50 a. C. hubo diversos senadores romanos de igual nombre. Hay dos posibilidades: un pretor del año 58 a. C. llamado Cayo Fabio Adriano; un tribuno de la plebe del año 55 a. C., probablemente algún primo más joven del pretor.